# Brandyn Curry
Brandyn Curry (* 2. Oktober 1991 in Huntersville, North Carolina) ist ein US-amerikanischer Basketballspieler. Nach dem Studium an der Harvard University in seinem Heimatland wurde Curry professioneller Basketballspieler und gewann in seiner Rookie-Saison in Europa als „Finals-MVP“ die niederländische Meisterschaft 2015. Anschließend spielte Curry in der Basketball-Bundesliga 2015/16 für den deutschen Erstligisten Eisbären Bremerhaven, bevor er seit der Saison 2016/17 für den slowenischen Meister Helios Suns Domžale antritt.

## Karriere
Nach dem Schulabschluss an der Hopewell High School in seiner Heimatstadt bekam Curry ein Stipendium der Harvard University in Cambridge (Massachusetts). Hier spielte er ab 2009 für die Hochschulmannschaft Crimson in der Ivy League der National Collegiate Athletic Association (NCAA), bei denen in seiner ersten Saison der spätere NBA-Profi Jeremy Lin noch sein Mannschaftskamerad war, als die Crimson in der Postseason erstmals das CollegeInsider-Tournament (CIT) erreichten. Hier schieden die Crimson in der ersten Runde genauso aus wie ein Jahr später bei der Premiere im National Invitation Tournament (NIT) 2011. Nachdem die Crimson 2011 die Meisterschaft der Ivy League und die Teilnahme an der landesweiten NCAA-Endrunde nach Gleichstand durch eine Niederlage in einem Play-off-Spiel gegen die Princeton Tigers verpasst hatten, gewannen die Crimson die Meisterschaften der Ivy League 2012 bis 2014 unangefochten und verhinderten dabei unter anderem eine Teilnahme der Columbia Lions mit dem deutschen Nationalspieler Maodo Lô an der „March Madness“. Nachdem die Crimson 2012 erstmals seit 1946 wieder an der NCAA-Endrunde teilnahmen und zum dritten Mal in Folge im ersten Spiel der Postseason sofort ausschieden, wurde Curry zusammen mit seinem Mannschaftskameraden Kyle Casey vor ihrer abschließenden NCAA-Spielzeit wegen eines Betrugsversuchs von der Universität suspendiert. In dieser Spielzeit erreichten die Crimson ihren ersten Postseason-Erfolg überhaupt, als sie überraschend 2013 die Lobos der University of New Mexico besiegten. Ein Jahr später waren Casey und Curry wieder dabei, als die Crimson erneut ihr erstes Endrundenspiel gegen die Cincinnati Bearcats gewannen, aber dann wie ein Jahr zuvor das folgende Spiel gegen die favorisierten Spartans der Michigan State University verloren, was Currys NCAA-Karriere endgültig beendete. Trotz der historischen Erfolge der Crimson blieb Ivy-League-Spieler Curry in der folgenden NBA-Draft 2014 bei den Klubs aus der am höchsten dotierten Profiliga NBA unberücksichtigt.
Bereits im August 2014 unterschrieb Curry seinen ersten professionellen Vertrag in Europa beim niederländischen Rekordmeister EBBC SPM Shoeters aus Den Bosch. Der vormalige Vizemeister nahm an EuroChallenge 2014/15 teil, in der man sich durch den besseren direkten Vergleich überraschend gegen den deutschen Erstligisten ratiopharm Ulm durchsetzen konnte und die nächste Gruppenphase erreichte. In der Runde der besten 32 Mannschaften gewann man alleine das Heimspiel gegen Tartu Rock und verlor neben den Auswärtsspielen die anderen beiden Heimspiele jeweils nach zweimaliger Verlängerung, darunter auch 92:94 gegen den späteren deutschen Final-Four-Teilnehmer Fraport Skyliners. Nach dem Ausscheiden aus dem internationalen Wettbewerb kämpfte man in der Play-off-Halbfinalserie der nationalen Meisterschaft in sieben Spielen Landstede Zwolle nieder, bevor man in der Finalserie Donar Groningen mit dem früheren Ulmer Lance Jeter nur einen Sieg in fünf Spielen gestattete. Bei der 16. Meisterschaft des EBBC wurde Curry zum Most Valuable Player (MVP) der Finalserie gekürt. In der Basketball-Bundesliga 2015/16 spielte Curry für den deutschen Erstligisten Eisbären aus Bremerhaven. Nach schlechtem Saisonstart und Trainerwechseln ging jedoch seine Einsatzzeiten nach dem ersten Saisondrittel zurück, zumal die Eisbären neben Jerry Smith schließlich auch Lorenzo Williams zurückholten, und über den Saisonverlauf konnte Curry nur vier Punkte und zwei Assists in durchschnittlich 15 Minuten Einsatzzeit pro Spiel in der höchsten deutschen Spielklasse erzielen. Die Eisbären konnten sich am Saisonende auf dem 15. und viertletzten Tabellenplatz erneut nur knapp vor dem Abstieg retten. Curry wechselte zur folgenden Saison zum slowenischen Meister KK Helios Suns aus Domžale, wo er erneut mit seinem Mannschaftskameraden aus Studienzeiten Kyle Casey zusammenspielt, der nach einem Jahr in der NBA Development League zu dem Klub zurückkehrt.